# روبرت كاتسبي
روبرت كاتسبي (بالإنجليزية: Robert Catesby)‏‏ (لم يُولد قبل 3 مارس 1572 - تُوفي في 8 نوفمبر 1605) كان قائد مجموعةِ الكاثوليك الإنجليزية الإقليمية التي خَططت لمؤامرة البارود الفاشلة عام 1605.